# Atelognathus
Az Atelognathus a kétéltűek (Amphibia) osztályába, a békák (Anura) rendjébe és a Batrachylidae családba tartozó nem.

## Rendszerezés
A nembe tartozó fajok:
- Atelognathus ceii Basso, 1998
- Atelognathus nitoi (Barrio, 1973)
- Atelognathus patagonicus (Gallardo, 1962)
- Atelognathus praebasalticus (Cei & Roig, 1968)
- Atelognathus reverberii (Cei, 1969)
- Atelognathus salai Cei, 1984
- Atelognathus solitarius (Cei, 1970)